# Claus Boje
Claus Boje (* 26. Mai 1958; † 25. August 2023) war ein deutscher Filmproduzent.

## Wirken
Claus Boje betrieb Ende der 1980er-Jahre fünfzehn Kinos in Berlin und München, darunter mit seinen Partnern Walter Jonigkeit und Georg Kloster den Delphi Filmpalast. 1989 gründete er zur Umsetzung seiner Ideen die Delphi Filmverleih GmbH. Im selben Jahr lernte er den Regisseur Detlev Buck kennen, mit dem er 1991 die BojeBuck Filmproduktion GbR gründete, die später in BojeBuck Produktion GmbH umfirmiert wurde. Von diesem Unternehmen wurden bekannte Filme von Detlev Buck wie Männerpension produziert. In Zusammenarbeit mit anderen Regisseuren produzierte Claus Boje unter anderem Sonnenallee (Leander Haußmann), Conamara (Eoin Moore) und Weihnachten, das Regie-Debüt von Marc-Andreas Bochert. Claus Boje war auch Produzent von Dokumentarfilmen wie Play Your Own Thing: A Story of Jazz in Europe von Julian Benedikt.
Boje starb am 25. August 2023 im Alter von 65 Jahren. Er hinterließ seine Lebensgefährtin und seine zwei Töchter.

## Filmografie
- 1991: Karniggels
- 1993: Wir können auch anders …
- 1996: Männerpension
- 1996: Der Lober (Kurzfilm, Co-Produzent)
- 1997: Bastard – Willkommen im Paradies (Bandyta)
- 1998: Liebe deine Nächste!
- 1998: It’s Hurting for the First Time (Musikvideo, Co-Produzent)
- 1999: Sonnenallee
- 2000: Conamara (Ausführender Produzent)
- 2000: LiebesLuder (Festivaltitel Bundle of Joy)
- 2002: Weihnachten (Co-Produzent)
- 2003: Herr Lehmann
- 2005: NVA
- 2006: Knallhart
- 2006: Play Your Own Thing: A Story of Jazz in Europe (Dokumentarfilm)
- 2007: Hände weg von Mississippi
- 2008: Robert Zimmermann wundert sich über die Liebe
- 2009: Same Same But Different
- 2011: Jonas
- 2011: Rubbeldiekatz (Co-Produzent)
- 2012: Die Vermessung der Welt
- 2014: Bibi & Tina (Co-Produzent)
- 2014: Bibi & Tina: Voll verhext! (Co-Produzent)
- 2014: Besuch im Wald (Kurzfilm)
- 2016: Bibi & Tina: Mädchen gegen Jungs (Co-Produzent)
- 2017: Bibi & Tina: Tohuwabohu Total (Co-Produzent)
- 2021: Zero Gravity (Dokumentarfilm; Produzent und Regisseur)

## Auszeichnungen
- 2006: Deutscher Filmpreis: Filmpreis in Silber für Knallhart
- 2007: Deutscher Filmpreis: Bester Kinder- und Jugendfilm für Hände weg von Mississippi